# Navas de Jorquera
Navas de Jorquera è un comune spagnolo  situato nella comunità autonoma di Castiglia-La Mancia.